# Ottokar Thon

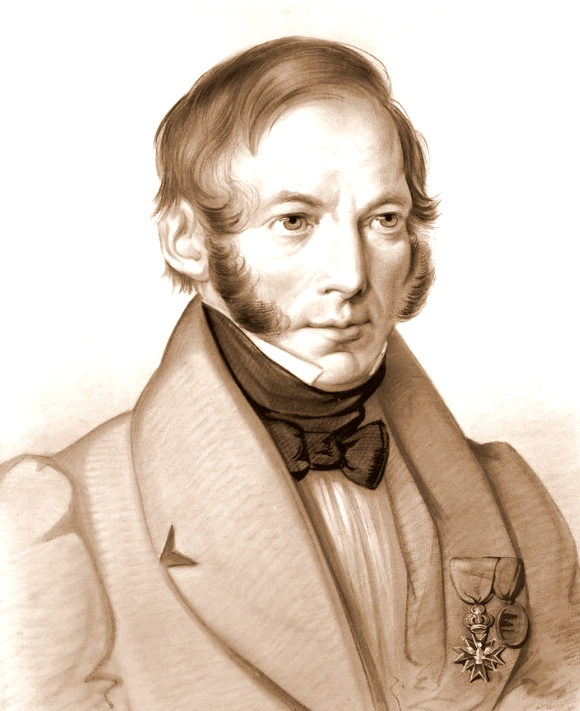
Geheimer Legationsrat Ottokar Thon um 1840, Graphik von Johann Joseph Schmeller (1794–1841)

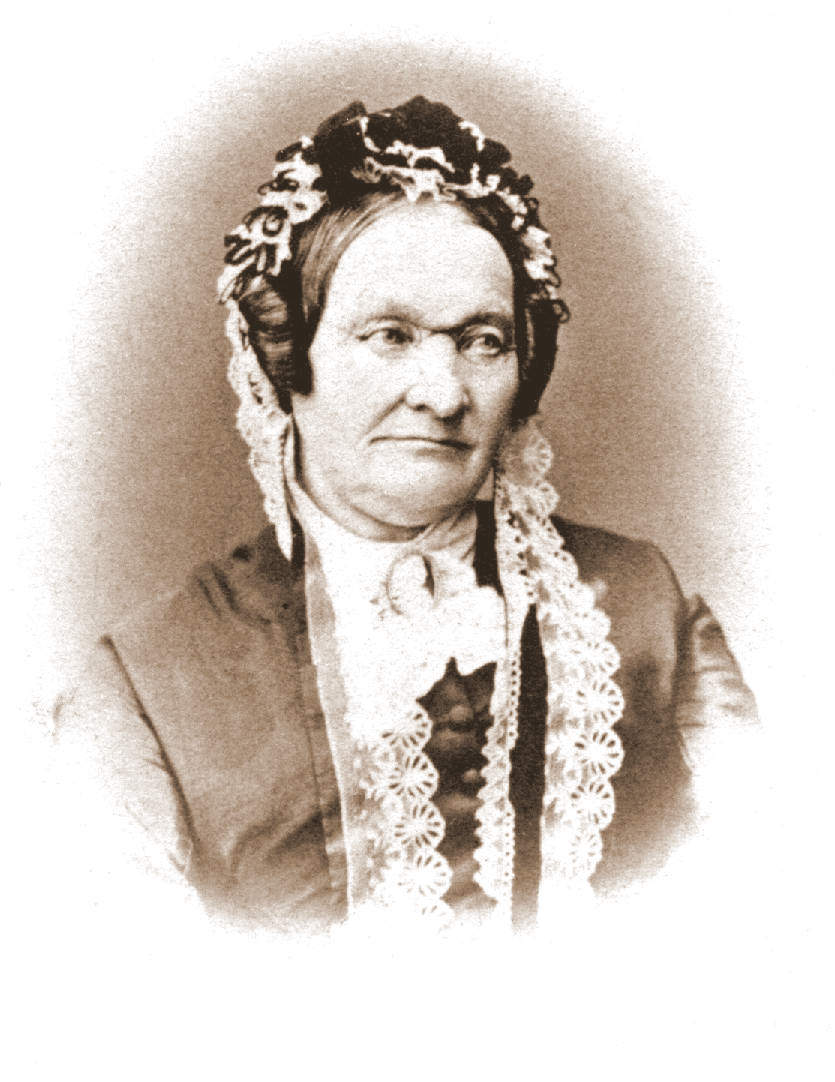
Ehefrau Therese, geb. Kirsten (1801–1887) um 1865. Sie war die Großmutter der Schriftstellerin Helene Böhlau, die sie in ihren „Ratsmädelgeschichten“ verewigte. In ihrer Familie wurde sie „Gommelchen“ genannt.

Ottokar Thon (* 18. April 1792 in Eisenach; † 16. März 1842 in Weimar) war ein Kämpfer in den Befreiungskriegen und späterer Ministerialbeamter.

## Leben
Ottokar Thon wurde als Sohn des nachmaligen Geheimen Rats und Regierungskanzlers im Herzogtum Sachsen-Weimar-Eisenach Christian August Thon (1755–1829) und der Caroline, geb. Eichel, geboren. Nachdem er 1809 am Gymnasium in Eisenach das Abitur erlangt hatte, ging er zum rechtswissenschaftlichen Studium an die Universitäten Jena und Heidelberg, das er 1812 abschloss. 1810 wurde er Mitglied des Corps Saxonia Jena und 1812 des Corps Saxonia Heidelberg.
Zu Beginn des Jahres 1813 schloss er sich als Leutnant dem Lützowschen Freikorps an, um am Befreiungskrieg gegen Napoleon teilzunehmen. Er geriet in Französische Kriegsgefangenschaft. Ende 1813 wurde er Adjutant von Karl August von Sachsen-Weimar-Eisenach, den er 1814 zum Wiener Kongress begleitete. 1815 nahm er unter preußischer Fahne am Feldzug gegen Napoleon teil.
Von 1817 bis 1819 war Thon Regierungsreferendar im preußischen Zivildienst in Erfurt, wo er unter Friedrich von Motz und Ludwig Bogislaus Samuel Kühne arbeitete. 1819 kehrte er als Assessor des Weimarer Kammerkollegiums nach Sachsen-Weimar-Eisenach zurück, wo er 1821 Kammerrat wurde. Bereits 1828 war Thon in die Sondierungsgespräche zum Deutschen Zollverein in Berlin involviert und diente in den Jahren 1832 und 1833 Staatsminister Ernst Christian August von Gersdorff als Berater in den Verhandlungen des Zollvereinigungsvertrags. 1833 erfolgte seine Ernennung zum Legations- und Vortragenden Rat in Zoll- und Handelsangelegenheiten des Weimarer Finanzdepartement. Von 1836 bis 1841 war er Bevollmächtigter des Zoll- und Handelsvereins der Thüringischen Staaten auf allen Generalkonferenzen des Deutschen Zollvereins und war in den Jahren 1840 und 1841 an den Verhandlungen des Zollvereinigungsvertrags beteiligt. Nach seinem Tod wurde sein Bruder Gustav Thon sein Nachfolger als Bevollmächtigter.
Thon war seit 1821 mit Therese geb. Kirsten (1801–1887) verheiratet, Tochter des Bergrats Friedrich Kirsten. Deren Tochter Therese, verehelichte Böhlau (1831–1911), verfasste seine Biographie. Ihre Tochter Helene Böhlau war eine bekannte Schriftstellerin.
Thon verfasste 1815 als 23-Jähriger eine kleine Schrift über die Neugestaltung Deutschlands, die nach seinem Tod als ungewöhnlich hellsichtig beurteilt wurde.

## Auszeichnungen
- Hausorden vom Weißen Falken, Ritterkreuz, 1833
- Roter Adlerorden 3. Klasse, 1833
- Ritter des Verdienstordens der Bayerischen Krone, 1834
- Ritter des Hausordens der Rautenkrone, 1834
- Kommandeur II. Klasse des Hausordens vom Goldenen Löwen am 8. Februar 1834
- Ritter des Herzoglich Sachsen-Ernestinischen Hausordens, etwa 1840
- Roter Adlerorden 2. Klasse, 1841
- Kommandeur des Herzoglich Sachsen-Ernestinischen Hausordens
- Weimarische Militär-Verdienstmedaille
- Preußische Kriegsgedenkmünze

## Literatur

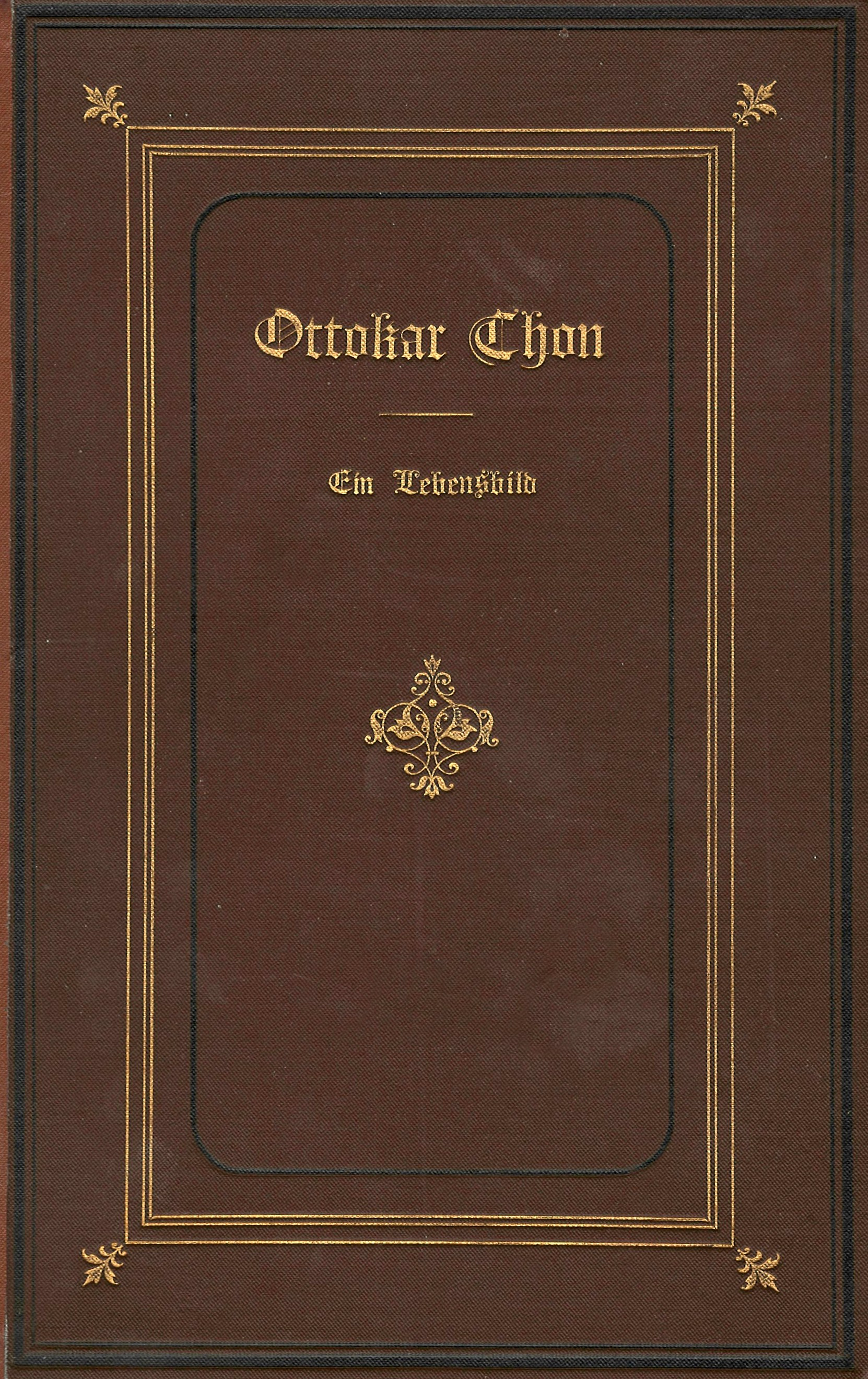
In der Biographie berichtet Therese Böhlau auf 324 Seiten über Ottokars Lebensstationen in Eisenach, Jena, Heidelberg, Yverdun, Weimar, Wien, Erfurt, Gerstungen und Berlin.